# Droga wojewódzka 473
Die Droga wojewódzka 473 (DW 473) ist eine 117 Kilometer lange Droga wojewódzka (Woiwodschaftsstraße) in der polnischen Woiwodschaft Großpolen und der Woiwodschaft Łódź, die Koło und Piotrków Trybunalski verbindet. Die Strecke liegt im Powiat Kolski, im Powiat Poddębicki, im Powiat Zduńskowolski, im Powiat Łaski, im Powiat Bełchatowski, im Powiat Piotrkowski und in der kreisfreien Stadt Piotrków Trybunalski.

## Streckenverlauf
Woiwodschaft Großpolen, Powiat Kolski
-  Koło (Kolo) (A 2, DK 92, DW 270)
- Powiercie
- Skobielice
- Przybyłów
- Chełmno nad Nerem
- Sobótka
-  Dąbie (Dabie, Dombie) (A 2, DW 263)
- Domanin

Woiwodschaft Łódź, Powiat Poddębicki
- Rożniatów-Kolonia
- Stanisławów
-  Uniejów (Uniejow) (DK 72, DW 469)
-  Dominikowice (DK 72)
-  Krępa (DW 478)
-  Porczyny (DW 703)
- Borki Lipkowskie
-  Dąbrówka (DW 479)
- Wierzchy
- Chodaki
- Zygry
- Leszkomin

Woiwodschaft Łódź, Powiat Zduńskowolski
- Choszczewo
-  Szadek (DW 710)
- Dziadkowice
- Bałucz

Woiwodschaft Łódź, Powiat Łaski
-  Łask (Lask) (S 8, DK 12, DW 481, DW 482, DW 483)
- Wola Łaska
- Teodory
- Gucin

Woiwodschaft Łódź, Powiat Bełchatowski
- Karczmy
- Kuźnica
- Zabiełłów
- Chynów
- Zwierzyniec
-  Wadlew (DW 485)

Woiwodschaft Łódź, Powiat Piotrkowski
- Rusociny
- Grabica
- Szydłów

Woiwodschaft Łódź, Kreisfreie Stadt Piotrków Trybunalski
-  Piotrków Trybunalski (Petrikau) (A 1, S 8, DK 1, DK 12, DK 74, DK 91, DW 716)